# Grand Prix Formule 1 van Hongarije 1990
De Grand Prix Formule 1 van Hongarije 1990 werd verreden op 12 augustus op de Hungaroring in Mogyoród nabij Boedapest.

## Uitslag
| Pos. | Nr. | Coureur            | Constructeur          | Rondes | Tijd / Oorzaak uitval | Grid | Punten |
| ---- | --- | ------------------ | --------------------- | ------ | --------------------- | ---- | ------ |
| 1    | 5   | Thierry Boutsen    | Williams-Renault      | 77     | 1:49:30.597           | 1    | 9      |
| 2    | 27  | Ayrton Senna       | McLaren-Honda         | 77     | + 0.288               | 4    | 6      |
| 3    | 20  | Nelson Piquet      | Benetton-Ford         | 77     | + 27.893              | 9    | 4      |
| 4    | 6   | Riccardo Patrese   | Williams-Renault      | 77     | + 31.833              | 2    | 3      |
| 5    | 11  | Derek Warwick      | Lotus-Lamborghini     | 77     | + 1:14.244            | 11   | 2      |
| 6    | 29  | Éric Bernard       | Larrousse-Lamborghini | 77     | + 1:24.308            | 12   | 1      |
| 7    | 12  | Martin Donnelly    | Lotus-Lamborghini     | 76     | + 1 Ronde             | 18   |        |
| 8    | 15  | Mauricio Gugelmin  | Leyton House-Judd     | 76     | + 1 Ronde             | 17   |        |
| 9    | 10  | Alex Caffi         | Arrows-Ford           | 76     | + 1 Ronde             | 26   |        |
| 10   | 21  | Emanuele Pirro     | Dallara-Ford          | 76     | + 1 Ronde             | 13   |        |
| 11   | 25  | Nicola Larini      | Ligier-Ford           | 76     | + 1 Ronde             | 25   |        |
| 12   | 9   | Michele Alboreto   | Arrows-Ford           | 75     | + 2 Rondes            | 22   |        |
| 13   | 17  | Gabriele Tarquini  | AGS-Ford              | 74     | + 3 Rondes            | 24   |        |
| 14   | 26  | Philippe Alliot    | Ligier-Ford           | 74     | + 3 Rondes            | 21   |        |
| 15   | 24  | Paolo Barilla      | Minardi-Ford          | 74     | + 3 Rondes            | 23   |        |
| 16   | 28  | Gerhard Berger     | McLaren-Honda         | 72     | Botsing               | 3    |        |
| 17   | 2   | Nigel Mansell      | Ferrari               | 71     | Botsing               | 5    |        |
| DNF  | 19  | Alessandro Nannini | Benetton-Ford         | 64     | Botsing               | 7    |        |
| DNF  | 16  | Ivan Capelli       | Leyton House-Judd     | 56     | Versnellingsbak       | 16   |        |
| DNF  | 30  | Aguri Suzuki       | Larrousse-Lamborghini | 37     | Motor                 | 19   |        |
| DNF  | 1   | Alain Prost        | Ferrari               | 36     | Versnellingsbak       | 8    |        |
| DNF  | 4   | Jean Alesi         | Tyrrell-Ford          | 36     | Botsing               | 6    |        |
| DNF  | 8   | Stefano Modena     | Brabham-Judd          | 35     | Motor                 | 20   |        |
| DNF  | 23  | Pierluigi Martini  | Minardi-Ford          | 35     | Botsing               | 14   |        |
| DNF  | 22  | Andrea de Cesaris  | Dallara-Ford          | 22     | Motor                 | 10   |        |
| DNF  | 3   | Satoru Nakajima    | Tyrrell-Ford          | 9      | Remmen                | 15   |        |
| DNQ  | 18  | Yannick Dalmas     | AGS-Ford              |        |                       |      |        |
| DNQ  | 7   | David Brabham      | Brabham-Judd          |        |                       |      |        |
| DNQ  | 36  | Jyrki Järvilehto   | Onyx-Ford             |        |                       |      |        |
| DNQ  | 35  | Gregor Foitek      | Onyx-Ford             |        |                       |      |        |
| DNPQ | 14  | Olivier Grouillard | Osella-Ford           |        |                       |      |        |
| DNPQ | 31  | Bertrand Gachot    | Coloni-Subaru         |        |                       |      |        |
| DNPQ | 33  | Roberto Moreno     | EuroBrun-Judd         |        |                       |      |        |
| DNPQ | 34  | Claudio Langes     | EuroBrun-Judd         |        |                       |      |        |

## Statistieken
| Pole-position | Thierry Boutsen  | Williams-Renault | 1:17.919 |
| Snelste ronde | Riccardo Patrese | Williams-Renault | 1:22.058 |

## Noot
- Dit was de eerste pole position voor Thierry Boutsen.
- Vijfde snelste ronde voor Riccardo Patrese.

1936 · 1986 · 1987 · 1988 · 1989 · 1990 · 1991 · 1992 · 1993 · 1994 · 1995 · 1996 · 1997 · 1998 · 1999 · 2000 · 2001 · 2002 · 2003 · 2004 · 2005 · 2006 · 2007 · 2008 · 2009 · 2010 · 2011 · 2012 · 2013 · 2014 · 2015 · 2016 · 2017 · 2018 · 2019 · 2020 · 2021 · 2022 · 2023 · 2024 · 2025 · 2026 · 2027 · 2028 · 2029 · 2030 · 2031 · 2032